# Kimora Lee Simmons
Kimora Lee Simmons (St. Louis, 4 de maio de 1975) é uma modelo e atriz dos Estados Unidos.

## Biografia
Kimora Lee Simmons é modelo, empresária e socialite. Se tornou modelo aos seus 13 anos, mas ficou mundialmente conhecida após se tornar modelo da Chanel enquanto ainda cursava o Colegial. Segundo o programa da E!, True Hollywood Story, enquanto estudava acabou sofrendo de bullyng e prejuízos. O episódio exibido em agosto de 2010, Kimora afirma que sua primeira BMW foi brutalmente "agredida" pelos "colegas de classe invejosos". Alguns anos depois já estava milionária com seus trabalhos como modelo, viajou ao redor de todo o mundo e se tornou empresária, lançando sua grife Fabulosity Kimora (Fabulosamente Kimora). Após 8 anos como modelo, Kimora estudou na mesma faculdade de artes que a cantora Beyoncé Knowles. Participou de diversos eventos mundiais.
Kimora é designer, estilista, grande criadora, presidente e dona da sua marca de roupas, sapatos, perfumes e jóias (com uma coleção inspirada na Hello Kitty) Baby Phat. Estreou sua nova marca de cosméticos, apresentada em novembro de 2010.
Atualmente, um reality show está disponível no canal E! e exibido todos os domingos mostrando a intimidade de sua vida: Kimora, Life in the FAB Lane. O canal afirma que as audiências estão próximas de Keeping Up with the Kardashians, com uma diferença de menos de dois mil telespectadores.

## Vida Pessoal
Possui uma enorme mansão em Nova Jersey, um apartamento em Nova York e mora em sua mansão de 15 milhões de dólares na nobre Beverly Hills, com vista panorâmica para toda Los Angeles.
Kimora Lee foi casada com o astro do hip hop Russel Simmons. Eles tem duas filhas Ming Lee, de 16 anos, e Aoki Lee, de 14 anos.
Em março de 2007, Simmons começou um relacionamento com o modelo e ator Djimon Hounsou. Em maio de 2009, ela deu à luz o filho do casal, Kenzo Lee Hounsou. Kimora e Djimon se casaram e vivem com Ming, Aoki Lee e Kenzo Lee em L.A.

## Filmografia

### Filmes
- 1995 - Catwalk
- 2005 - Um Salão do Barulho
- 2005 - A Hora da Virada
- 2006 - Ruas Sangrentas - O Acerto Final (2006)
- 2006 - Brown Sugar

## Ligações Externas
- Site Oficial da Kimora Lee Simmons
- Kimora Lee Simmons blog posts on JustFab
- Kimora Lee Simmons. no IMDb.
- BabyPhat
- Simmons' interview at OSMOZ
- Simmons' Vibe Profile